# Ole Erling
Erling Axel Olsen, kendt som Ole Erling (født 29. juli 1938 på Nørrebro i København, død 20. februar 2016 i Smørum), var en dansk suppe-steg-og-is-musiker og pladeselskabsmand.
Erling Axel Olsen blev født på Nørrebro i København i 1938. Selvom det var et hjem med klaver, stod det ikke umiddelbart skrevet i kortene, at Erling Olsen, som den yngste af tre brødre, skulle få en karriere som professionel musiker. Han arbejde en periode som vicevært, og uddannede sig til elektriker. Han blev på et tidspunkt kaldt ind til Hammondhuset, en stor musikforretning der specialiserede sig i orgler, på Strøget, og mens han reparerede lyset oplevede han hvordan et stort Hammondorgel kunne lyde, hvis det blev spillet af en dygtig musiker.
Det var ved denne lejlighed, at Erling Olsen besluttede sig for, at han ville spille orgel. Imidlertid var et hammondorgel meget dyrt, og med en lærlingeløn ville det tage mange år at spare sammen til det. At han alligevel blev orgelejer skyldes en lykkelig tilfældighed: Et italiensk orkester var løbet tør for penge, og for at kunne få råd til billetterne hjem til Italien, var der ingen anden løsning end at sælge deres instrumenter. Sådan blev Erling Olsen ejer at et transportabelt Hohner orgel.
Han begyndte nu at optræde til bryllupper og konfirmationer og blev efterhånden en efterspurgt selskabsmusiker - også kaldet suppe-steg-og-is-musiker. Erling Olsen blev til Ole Erling og i 1968 fik han et engagement på Hotel Marina, og nu spillede han på et stort amerikansk Baldwin orgel.
Karrieren tog yderligere fart da Ole Erling begyndte at indspille grammofonplader, kassettebånd, og spolebånd med hyggemusik såvel som det mere livlige repertoire. Han udvidede snart forretningen med sit eget pladeselskab - Populær Musik senere PM Music - og med flere hitlisteplaceringer var der for alvor kommet gang i karrieren.
I begyndelsen af 1980'erne var det som at interessen for orgelmusik var dalende, og der blev længere mellem både pladeudgivelser og optrædener. Der var to begivenheder, der førte til, at Ole Erling vendte tilbage til musiklivet: Dels kom der et nyt Wersi orgel på markedet, som var en mindre revolution, og gav Ole Erling lyst til at optræde igen. Dels var der pludselig blevet en nostalgisk interesse for musikken - noget der også overgik Povl Kjøller i den samme periode. Han var i en årrække at finde på Langelandsfestivalen, hvor han spillede for en ny generation af musikelskere, til stor overraskelse for mange - ikke mindst ham selv.
I 1994 var han kapelmester i underholdningsprogrammet Ud af skabet på Danmarks Radio, med Mette Lisby og Keld Heick som værter.
I de sidste år blev der skruet lidt ned for aktiviteterne, pladeselskabet blev solgt, og han optrådte ikke så ofte længere. Men han udgav stadig lejlighedsvis en ny CD, som dog ofte ikke har været at finde i pladeforretninger. I stedet kan de findes i mange online-forretninger med CD'er og downloads.
Ole Erling var gennem en årrække fast inventar på CodeGarden, Umbracos årlige konference.
Ole Erling var i mange år frimurer og opnåede i den forbindelse 10. grad. Ved hans begravelse i Grundtvigs Kirke i Bispebjerg ved København stod frimurere fra en loge i Karlslunde æresvagt.

## Instrumenter
- Hohner Symphonic 30
- Baldwin
- Hammond X-66
- Leslie 760
- Lowrey H25-3
- Thomas with Moog preset synthesizer
- Moog sonic six
- Lowrey Celebration
- Gem G-80
- Wersi Spectra

## Diskografi
- Evergreens a gogo (1971)
- Hammond a gogo (1971)
- Hammond Candlelight (1971)
- Hammond Party (1972)
- Hammond Pops 1 (1973)
- Hammond Pops 2 (1974)
- Coconut (1974 - Single)
- Dansk Hammond Jul (1974)
- Hammond Pops 3 (1975)
- Golden Hammond (1976)
- Populær Jul (sammen med Ove Verner Hansen) (1976)
- Ole Erling favoritter (1976)
- Hammond Pops 4 (1976)
- Danske Folkesange i ny sound (1978)
- Mr. Hammond (1979)
- Hammond Pops 5 (1980)
- Golden Grand Prix (1981)
- De Goé Gamle (1983)
- På opfordring i 25 år (1985)
- Gyldne Hammond Hits (1987)
- Stemningsmelodier (1989)
- Mr. Keyboard (1992)
- Music from the 60'
- Danske Evergreens m.m. (1994)
- 4 CD Hammond and Harmony (1994)
- Hammond pops (1996)
- Hammond Evergreens (1996)
- Hammond Singalong (1996)
- Hammond Evergreens vol. 2 (1996)
- Easy Listening (1996)
- Hammond Evergreens (1998)
- Bedste Hammond Jul (1997)
- Hammond Evergreens (1998)
- Hammond Party 2000 (1999)
- 100 go'e med Ole Erling (2004)
- Mr Hammond plays (2004)
- Hammond Pops (2006)
- Musik til festsange (2006)